# Asura dasara
Asura dasara là một loài bướm đêm thuộc phân họ Arctiinae, họ Erebidae.